# Derde afdeling (voetbal België)
De Derde afdeling, voorheen de Derde klasse amateurs, is het vijfde niveau uit de competitiehiërarchie in het Belgisch voetbal en het derde hoogste amateurniveau. De competitie wordt voor het eerst georganiseerd na de competitiehervorming in het seizoen 2016-2017. De competitie wordt regionaal georganiseerd door Voetbal Vlaanderen (VV) of de ACFF. Ze bestaat uit twee reeksen VV, met uitsluitend Nederlandstalige clubs en twee reeksen ACFF met uitsluitend Franstalige en Duitstalige ploegen.

## De competitie

### Voetbal Vlaanderen
Er zijn twee reeksen van 16 ploegen. Gedurende de reguliere competitie speelt elke ploeg 30 wedstrijden in heen- en terugwedstrijden. De kampioen van iedere reeks promoveert rechtstreeks naar de Tweede afdeling.
De tweede in de rangschikking en de periodekampioenen betwisten nadien eindronde ‘’stijgen”. De twee winnaars van deze eindrondes stijgen eveneens naar de Tweede afdeling. Eventuele bijkomende stijgers worden ook door deze eindrondes bepaald.
De veertiende, vijftiende en zestiende van de rangschikking degraderen rechtstreeks naar de Eerste provinciale. De dertiende speelt een eindronde “dalen” voor het bepalen van één of twee extra dalers naar Eerste provinciale.

### ACFF
Er zijn twee reeksen van 16 ploegen. Gedurende de reguliere competitie speelt elke ploeg 30 wedstrijden in heen- en terugwedstrijden. De kampioen van iedere reeks promoveert rechtstreeks naar de Tweede afdeling.
De tweede in de rangschikking en de periodekampioenen betwisten nadien eindronde ‘’stijgen”. De twee winnaars van deze eindrondes stijgen eveneens naar de Tweede afdeling. Eventuele bijkomende stijgers worden ook door deze eindrondes bepaald.
De veertiende, vijftiende en zestiende van de rangschikking degraderen rechtstreeks naar de Eerste provinciale. De dertiende speelt een eindronde “dalen” voor het bepalen van één of twee extra dalers naar Eerste provinciale.

## Geschiedenis
In het eerste seizoen van de toenmalige Derde klasse amateurs, het seizoen 2016-17, speelden de ploegen uit de Vierde klasse, die niet promoveerden naar de toenmalige Tweede klasse amateurs en die niet degradeerden naar Eerste provinciale. Uit de Derde klasse degradeerden de laatste uit de rangschikking. Het aantal rechtstreekse stijgers uit Eerste provinciale en het aantal stijgers uit de interprovinciale eindrondes beide bonden, VV en ACFF apart vastgelegd. Het aantal stijgers hangt af van het aantal plaatsen dat nodig is om de reeksen te vervolledigen.
In 2020 besliste de Belgische voetbalbond de benaming te veranderen van Derde klasse amateurs naar Derde afdeling.

### Kampioenen en promoverende teams
| Seizoen | Kampioen VV A      | Kampioen VV B          | Kampioen ACFF A               | Kampioen ACFF B      | Opmerkingen |
| ------- | ------------------ | ---------------------- | ----------------------------- | -------------------- | --- |
| 2016/17 | OMS Ingelmunster   | KFC Turnhout           | Racing White Daring Molenbeek | Entente Durbuy       | Promotie via eindronde: FC Pepingen, KSK Ronse, SC City Pirates Antwerpen, KFC Sint-Lenaarts, KVV Vosselaar en RUS Rebecquoise |
| 2017/18 | KSC Toekomst Menen | KFC Heur-Tongeren      | RAAL La Louvière              | FC Tilleur           | Promotie via eindronde: KSC Dikkelvenne, KFC Eppegem, K. Diegem Sport, R. Francs Borains, RES Couvin-Mariembourg en URSL Visé |
| 2018/19 | KFC Merelbeke      | KVK Tienen             | UR Namur Fosses-La-Ville      | RRC Stockay-Warfusée | Promotie via eindronde: KSK Voorwaarts Zwevezele, SK Pepingen-Halle, RUS Givry, RCS Verlaine en RCS Onhaye |
| 2019/20 | KVV Zelzate        | K. Lyra-Lierse Berlaar | FC Ganshoren                  | RFC Warnant          | Competitie stopgezet na speeldag 24 door COVID-19. Bijkomende stijgers: KVK Ninove, K. Olsa Brakel, RFC Wetteren, SC City Pirates Antwerpen, KFC Heur-Tongeren, KVC Houtvenne en RSD Jette                                               |
| 2020/21 | Geen               | Geen                   | Geen                          | Geen                 | Competitie stopgezet na speeldag 4 door COVID-19 |
| 2021/22 | KSV Oostkamp       | KRC Mechelen           | Union Namur                   | Stade Disonais       | Promotie via eindronde: Erpe-Mere United, FC Lebbeke, KFC Turnhout, KVC Lille United, KM Torhout en RUS Binche |
| 2022/23 | Tempo Overijse     | FC Wezel Sport         | RAEC Mons                     | Union Rochefortoise  | Promotie via eindronde: KFC Voorde-Appelterre, KVC Houtvenne, RFC Tournai en RFC Union La Calamine |
| 2023/24 | KVK Westhoek       | Eendracht Termien      | RCS Onhaye                    | R. Union Hutoise     | Promotie via eindronde: K. Berg en Dal VV, FC Esperanza Pelt, SK Roeselare, KVK Wellen, Crossing Schaerbeek, RFC Raeren-Eynatten, CS Entité Manageoise, RSC Habay-la-Neuve, R. Aywaille FC, CS Pays Vert Ostiches-Ath en RFC Seraing U23 |
| 2024/25 | RFC Mandel United  | K. Londerzeel SK       | RCS Brainois                  | FC United Richelle   | |

### Titels per club
Het volgend overzicht toont het aantal titels per club
| Club (stamnummer)                    | Titels | Seizoen     |
| ------------------------------------ | ------ | ----------- |
|                                      |        |             |
| UR Namur (156)                       | 2      | 2019 · 2022 |
|                                      |        |             |
| KFC Turnhout (148)                   | 1      | 2017        |
| Entente Durbuy (3008)                | 1      | 2017        |
| Racing White Daring Molenbeek (5479) | 1      | 2017        |
| OMS Ingelmunster (9941)              | 1      | 2017        |
| KSC Toekomst Menen (56)              | 1      | 2018        |
| RAAL La Louvière (94)                | 1      | 2018        |
| FC Tilleur (2913)                    | 1      | 2018        |
| KFC Heur-Tongeren (4600)             | 1      | 2018        |
| KVK Tienen (132)                     | 1      | 2019        |
| RRC Stockay-Warfusée (2239)          | 1      | 2019        |
| KFC Merelbeke (3551)                 | 1      | 2019        |
| K. Lyra-Lierse (52)                  | 1      | 2020        |
| KVV Zelzate (4165)                   | 1      | 2020        |
| RFC Warnant (5779)                   | 1      | 2020        |
| FC Ganshoren (7569)                  | 1      | 2020        |
| KRC Mechelen (24)                    | 1      | 2022        |
| KSV Oostkamp (5956)                  | 1      | 2022        |
| Stade Disonais (9410)                | 1      | 2022        |
| FC Wezel Sport (844)                 | 1      | 2023        |
| Union Rochefortoise (2799)           | 1      | 2023        |
| RAEC Mons (4194)                     | 1      | 2023        |
| Tempo Overijse (8715)                | 1      | 2023        |
| R. Union Hutoise (76)                | 1      | 2024        |
| KVK Westhoek (100)                   | 1      | 2024        |
| RCS Onhaye (6626)                    | 1      | 2024        |
| Eendracht Termien (7919)             | 1      | 2024        |
| RCS Brainois (75)                    | 1      | 2025        |
| RFC Mandel United (935)              | 1      | 2025        |
| K. Londerzeel SK (3630)              | 1      | 2025        |
| FC United Richelle (9487)            | 1      | 2025        |